# William Edwin Thomas
William Edwin Thomas (Oxford, Anglaterra, octubre de 1867 - 1946) fou un compositor i organista anglès del segle xx. Acabats els seus estudis, que va fer a la capella de la Catedral d'Oxford, fou organista de l'església de Saint Mary, d'aquella ciutat, i organista i director de música de l'església de Tots Sants, de Bloxham. El 1900 fou nomenat professor de música de la Universitat d'Auckland i director de la societat coral d'aquesta ciutat, i el 1902 organista de la catedral de Santa Maria d'Oxford. És autor de: The Nativity (oratori per a solo, cor i orquestra); el Salm 71; cantata per veus, cor a 8 parts i orquestra; antífones i madrigals.